# Aeroporto di Southampton
L'Aeroporto di Southampton (IATA: SOU, ICAO: EGHI) è un aeroporto britannico situato a circa 6 km a Nord-Est dal centro della città di Southampton, nella contea dell'Hampshire, regione del Sud Est.
La struttura, posta all'altitudine di 13 m/ 44 ft sul livello del mare, è dotata di una pista con fondo in asfalto lunga 1 723 m e larga 37 m (5 653 x 121 ft) con orientamento 02/20 e dotata di segnalazioni luminose ad alta intensità (HIRL).
L'aeroporto, di proprietà della BAA plc, è gestito dalla Southampton International Airport Ltd. ed è aperto al traffico commerciale.